# Lindmania longipes
Espèce
Classification phylogénétique
Synonymes
- Cottendorfia longipes L.B.Sm., 1967

Lindmania longipes est une espèce de plante de la famille des Bromeliaceae, endémique du Venezuela.

## Synonymes
- Cottendorfia longipes L.B.Sm., 1967[2]

## Distribution
L'espèce est endémique de l'État de Bolívar au Venezuela.